# Col de Villerouge
Le col de Villerouge est un col routier du massif des Corbières sur la commune de Villerouge-Termenès, dans le département de l'Aude.

## Accès
Il est sur la D 613 qui va de Narbonne à Ax-les-Thermes.

## Topographie
Il s'élève à 404 m d'altitude, entre Talairan et Villerouge-Termenès sur le ruisseau de Gournel.

## Cyclisme
Situé sur le parcours de la 14e étape du Tour de France 2005 et classé en 4e catégorie, il a été franchi en tête par Yuriy Krivtsov.